# Olivier Losco
Olivier Losco (19 ottobre 1953) è un ex calciatore maltese.

## Carriera

### Nazionale
Ha collezionato sei presenze con la propria Nazionale.